# Estella
Estella (em castelhano) ou Lizarra (em basco) é um município da Espanha na província e comunidade autónoma de Navarra. Tem 15,45 km² de área e em 2021 tinha 13 911 habitantes (densidade: 900,4 hab./km²).

## Demografia
| Variação demográfica do município entre 1991 e 2004 | Variação demográfica do município entre 1991 e 2004 | Variação demográfica do município entre 1991 e 2004 | Variação demográfica do município entre 1991 e 2004 |
| --------------------------------------------------- | --------------------------------------------------- | --------------------------------------------------- | --------------------------------------------------- |
| 1991                                                | 1996                                                | 2001                                                | 2004                                                |
| 12741                                               | 12552                                               | 13024                                               | 13439                                               |